# Saproscincus eungellensis
Saproscincus eungellensis är en ödleart som beskrevs av  Sadlier, Couper, Colgan VANDERDUYS och RICKARD 2005. Saproscincus eungellensis ingår i släktet Saproscincus och familjen skinkar. Inga underarter finns listade i Catalogue of Life.